# Pfarrkirchen bei Bad Hall
Pfarrkirchen bei Bad Hall – gmina w Austrii, w kraju związkowym Górna Austria, w powiecie Steyr-Land, liczy 2163 mieszkańców (1 stycznia 2015).